# Suzuki DL650 V-Strom
Suzuki V-Strom DL650 e средно-тежък спортен мотоциклет с двойна употреба. Името V-Strom е комбинация от V образният му двигател и немската дума Strom, която означава ток.
За разлика от специализираните мотоциклети силни само в едно направление, V-Strom може да се адаптира към различни видове каране: спорт, круизване, туринг, оф-роуд.
Характеристики:
- Двигател: 645 кб.см. V2 цилиндров 90 градуса, 4 клапана DOHC
- Мощност: 67 к.с. (8800 обр.в м.)
- Въртящ момент: 60 Нм.(6400 обр.в м.)
- Горивна система: Пълен инжекцион (MPI)
- Охлаждане: Течно
- Запалване: Дигитално-транзисторно DC-CDI
- Трансмисия: 6 предавки
- Задвижване: Силова верига
- Дължина: 2290 мм.
- Ширина: 840 мм.
- Височина: 1390 мм.
- Междуосие: 1540 мм.
- Суха маса: 189 кг.
- Предна гума: 110/80-R19
- Задна гума: 150/70-R17
- Обем резервоар: 22 л.
- Разход на гориво средно градкско/извънградско: 6,5 литра на 100 км.